# Бобово (Смоленская область)
Бобово — деревня в Вяземском районе Смоленской области России. Входит в состав Кайдаковского сельского поселения. Население — 50 жителей (2013).
Расположена в восточной части области в 1,5 км к югу от Вязьмы, в 1,5 км восточнее автодороги Р132 Вязьма — Калуга — Тула — Рязань. В 2,5 км северо-восточнее деревни расположена железнодорожная станция Вязьма-Брянская на линии Вязьма — Занозная.

## История
В годы Великой Отечественной войны деревня была оккупирована гитлеровскими войсками в октябре 1941 года, освобождена в марте 1943 года.